# 高行晖
高行晖（681年—759年）字行晖，幽州温县（今河北温县）人。唐宪宗时期剑南、西川节度使南平郡王高崇文之父。曾孙高骈为唐末淮南节度使。

## 家世
田敬仲十代孙高洪，汉光武帝时察孝廉，明帝时为渤海太守。洪十代孙隐，晋末避地幽州，为玄菟太守，生北燕司空、汶阳侯庆，庆五代孙普，为北齐武兴王、豫州刺史、太宰。高普孙道，镇军大将军、试殿中监；道子高艺，朝散大夫、试汴州长史、上柱国；艺子夔，朝请郎、试梁州司马，赠梁州都督；夔生行晖。

## 生平
高行晖安史之乱后，因子高崇文功勋起家拜正议大夫、试怀州别驾，仍加金印紫绶。乾元二年十二月二日（759年12月25日），寝疾终于怀之官舍，享龄六十九。嗣子崇文，以元和二年（807年）岁在丁亥十一月朔日甲申，归祔于潞县高义乡庞村之原。追赠为户部尚书，夫人为汝南郡太夫人。